# Confrontos entre Corinthians e Cruzeiro no futebol
Os confrontos entre Corinthians e Cruzeiro no futebol constituem um importante clássico interestadual do Brasil. 

## História
O primeiro confronto, aconteceu no dia 1 de novembro de 1940, quando o Cruzeiro ainda se chamava Palestra Itália. Na primeira partida entre as duas equipes, em um amistoso no Estádio do Pacaembu, o Corinthians goleou por 6 a 3.

### Campeonato Brasileiro
Se no geral o histórico é amplamente positivo ao Corinthians, contando apenas os jogos pelo Campeonato Brasileiro (Unificado) o embate é mais equilibrado, pois em 69 duelos, foram 27 triunfos do Corinthians, 23 vitórias do Cruzeiro e 20 empates. O Corinthians marcou 76 gols e a Raposa assinalou 65 vezes.
As partidas de maior importância deste duelo pelo Campeonato Brasileiro aconteceram em 1998, quando Cruzeiro e Corinthians fizeram a final da competição daquele ano. Com dois empates (2 a 2 no Mineirão e 1 a 1 no Morumbi) e uma vitória (2 a 0 no Morumbi), a equipe Paulista foi campeã brasileira daquela temporada. Outras partidas de destaque, foi quando o Cruzeiro venceu o Corinthians nos dois jogos da Final da Copa do Brasil 2018 e se tornou o maior vencedor da competição com seis títulos. 
Histórico Geral
O Mineirão foi o palco que mais recebeu partidas entre as equipes, foram realizados 35 jogos, com 15 vitórias do Cruzeiro (mandante), 11 vitórias do Corinthians (visitante) e 9 empates, o Cruzeiro marcou 45 gols e o Corinthians 40 vezes.
Já o Estádio do Pacaembu foi o palco que mais recebeu este confronto no Estado de São Paulo, foram realizados 30 jogos, com 14 vitórias do Corinthians, 8 vitórias do Cruzeiro, e 8 empates, o Corinthians marcou 45 gols e o Cruzeiro assinalou por 33 vezes.

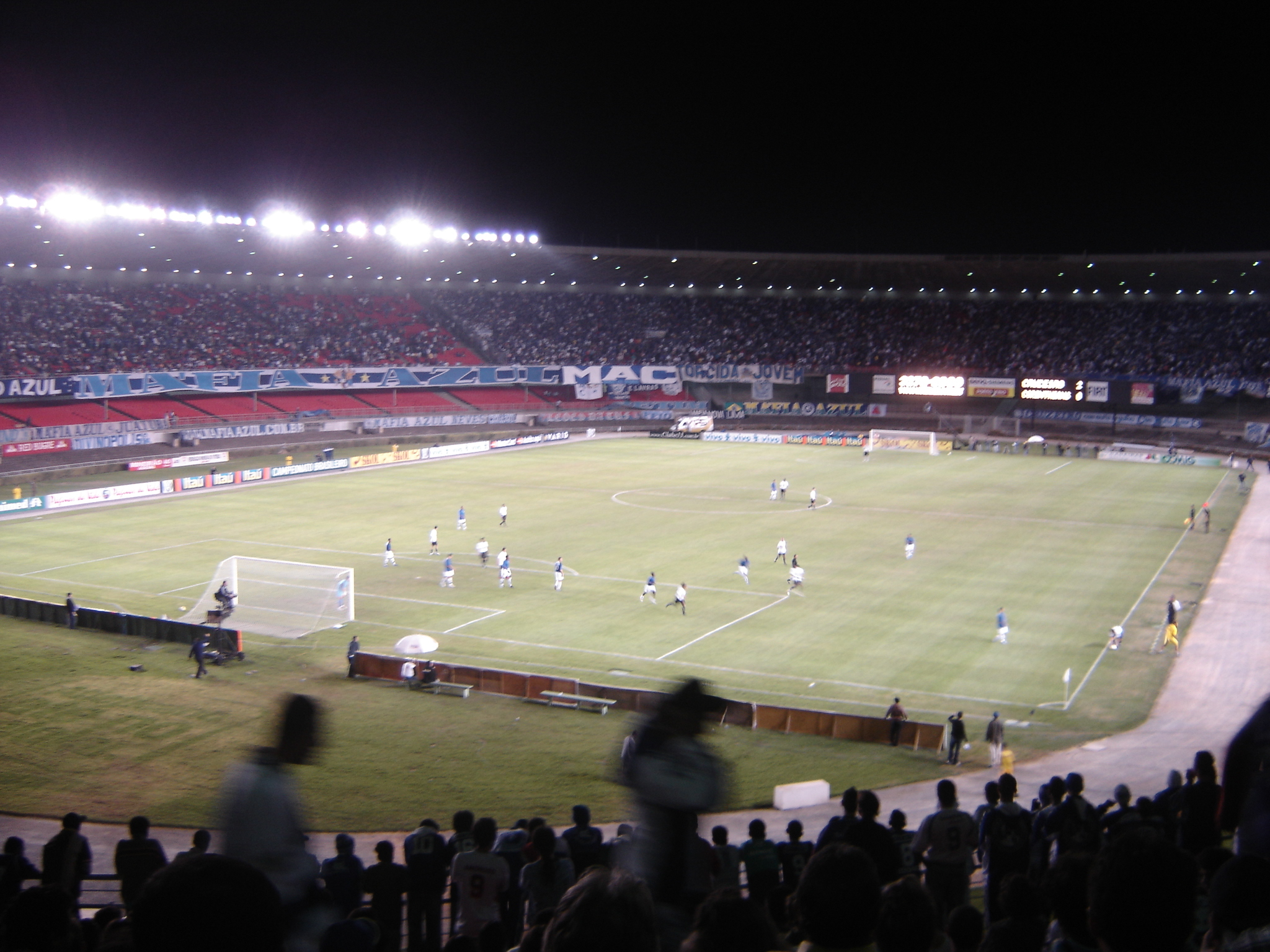
Partida entre Cruzeiro e Corinthians no Mineirão (principal estádio de Minas Gerais), pelo Campeonato Brasileiro de 2006.

## Confrontos
| Data                    | Time mandante | Placar | Time visitante | Competição              | Estádio           | Local          |
| 1 de novembro de 1940   | Corinthians   | 6-3    | Cruzeiro       | Amistoso                | Pacaembu          | São Paulo      |
| 30 de janeiro de 1964   | Cruzeiro      | 0-1    | Corinthians    | Torneio Magalhães Pinto | Independência     | Belo Horizonte |
| 20 de maio de 1965      | Cruzeiro      | 2-4    | Corinthians    | Amistoso                | Independência     | Belo Horizonte |
| 13 de março de 1966     | Cruzeiro      | 1-2    | Corinthians    | Amistoso                | Mineirão          | Belo Horizonte |
| 29 de março de 1967     | Corinthians   | 4-2    | Cruzeiro       | Taça de Prata           | Pacaembu          | São Paulo      |
| 9 de outubro de 1968    | Cruzeiro      | 3-1    | Corinthians    | Taça de Prata           | Mineirão          | Belo Horizonte |
| 24 de setembro de 1969  | Corinthians   | 2-0    | Cruzeiro       | Taça de Prata           | Pacaembu          | São Paulo      |
| 7 de dezembro de 1969   | Cruzeiro      | 2-1    | Corinthians    | Taça de Prata           | Mineirão          | Belo Horizonte |
| 8 de outubro de 1970    | Corinthians   | 1-1    | Cruzeiro       | Taça de Prata           | Palestra Itália   | São Paulo      |
| 21 de agosto de 1971    | Corinthians   | 0-0    | Cruzeiro       | Brasileirão             | Pacaembu          | São Paulo      |
| 28 de novembro de 1971  | Cruzeiro      | 1-0    | Corinthians    | Brasileirão             | Mineirão          | Belo Horizonte |
| 8 de dezembro de 1971   | Corinthians   | 2-0    | Cruzeiro       | Brasileirão             | Pacaembu          | São Paulo      |
| 20 de setembro de 1972  | Cruzeiro      | 0-1    | Corinthians    | Brasileirão             | Mineirão          | Belo Horizonte |
| 4 de novembro de 1973   | Cruzeiro      | 0-0    | Corinthians    | Brasileirão             | Mineirão          | Belo Horizonte |
| 11 de maio de 1974      | Corinthians   | 0-1    | Cruzeiro       | Brasileirão             | Pacaembu          | São Paulo      |
| 23 de novembro de 1975  | Cruzeiro      | 2-0    | Corinthians    | Brasileirão             | Mineirão          | Belo Horizonte |
| 23 de julho de 1978     | Corinthians   | 1-1    | Cruzeiro       | Brasileirão             | Morumbi           | São Paulo      |
| 16 de março de 1980     | Corinthians   | 3-1    | Cruzeiro       | Brasileirão             | Pacaembu          | São Paulo      |
| 6 de fevereiro de 1985  | Corinthians   | 1-1    | Cruzeiro       | Brasileirão             | Pacaembu          | São Paulo      |
| 21 de março de 1985     | Cruzeiro      | 1-1    | Corinthians    | Brasileirão             | Mineirão          | Belo Horizonte |
| 8 de outubro de 1987    | Cruzeiro      | 1-1    | Corinthians    | Brasileirão             | Mineirão          | Belo Horizonte |
| 11 de dezembro de 1988  | Cruzeiro      | 1-1    | Corinthians    | Brasileirão             | Mineirão          | Belo Horizonte |
| 4 de novembro de 1989   | Corinthians   | 0-1    | Cruzeiro       | Brasileirão             | Morumbi           | São Paulo      |
| 25 de agosto de 1990    | Corinthians   | 0-1    | Cruzeiro       | Brasileirão             | Pacaembu          | São Paulo      |
| 24 de fevereiro de 1991 | Corinthians   | 1-1    | Cruzeiro       | Brasileirão             | Pacaembu          | São Paulo      |
| 22 de março de 1991     | Corinthians   | 3-1    | Cruzeiro       | Copa do Brasil          | Pacaembu          | São Paulo      |
| 11 de abril de 1991     | Cruzeiro      | 0-1    | Corinthians    | Copa do Brasil          | Independência     | Belo Horizonte |
| 12 de março de 1992     | Corinthians   | 0-0    | Cruzeiro       | Brasileirão             | Pacaembu          | São Paulo      |
| 20 de junho de 1992     | Cruzeiro      | 1-3    | Corinthians    | Brasileirão             | Mineirão          | Belo Horizonte |
| 28 de junho de 1992     | Corinthians   | 3-1    | Cruzeiro       | Brasileirão             | Pacaembu          | São Paulo      |
| 7 de setembro de 1993   | Cruzeiro      | 0-2    | Corinthians    | Brasileirão             | Mineirão          | Belo Horizonte |
| 10 de novembro de 1993  | Corinthians   | 2-1    | Cruzeiro       | Brasileirão             | Pacaembu          | São Paulo      |
| 27 de agosto de 1995    | Cruzeiro      | 2-0    | Corinthians    | Brasileirão             | Mineirão          | Belo Horizonte |
| 23 de janeiro de 1996   | Corinthians   | 1-1    | Cruzeiro       | Torneio de Verão        | Vila Belmiro      | Santos         |
| 24 de abril de 1996     | Cruzeiro      | 4-0    | Corinthians    | Copa do Brasil          | Independência     | Belo Horizonte |
| 10 de maio de 1996      | Corinthians   | 3-2    | Cruzeiro       | Copa do Brasil          | Pacaembu          | São Paulo      |
| 5 de setembro de 1996   | Corinthians   | 2-1    | Cruzeiro       | Brasileirão             | Morumbi           | São Paulo      |
| 18 de outubro de 1997   | Cruzeiro      | 1-0    | Corinthians    | Brasileirão             | Mineirão          | Belo Horizonte |
| 31 de março de 1998     | Cruzeiro      | 3-1    | Corinthians    | Copa do Brasil          | Mineirão          | Belo Horizonte |
| 23 de abril de 1998     | Corinthians   | 1-1    | Cruzeiro       | Copa do Brasil          | Pacaembu          | São Paulo      |
| 24 de setembro de 1998  | Corinthians   | 1-2    | Cruzeiro       | Brasileirão             | Pacaembu          | São Paulo      |
| 13 de dezembro de 1998  | Cruzeiro      | 2-2    | Corinthians    | Brasileirão             | Mineirão          | Belo Horizonte |
| 20 de dezembro de 1998  | Corinthians   | 1-1    | Cruzeiro       | Brasileirão             | Morumbi           | São Paulo      |
| 23 de dezembro de 1998  | Corinthians   | 2-0    | Cruzeiro       | Brasileirão             | Morumbi           | São Paulo      |
| 8 de setembro de 1999   | Cruzeiro      | 1-3    | Corinthians    | Brasileirão             | Mineirão          | Belo Horizonte |
| 4 de novembro de 2000   | Cruzeiro      | 3-1    | Corinthians    | Brasileirão             | Mineirão          | Belo Horizonte |
| 22 de agosto de 2001    | Cruzeiro      | 0-2    | Corinthians    | Copa Mercosul           | Ipatingão         | Ipatinga       |
| 10 de outubro de 2001   | Cruzeiro      | 1-0    | Corinthians    | Brasileirão             | Mineirão          | Belo Horizonte |
| 17 de outubro de 2001   | Corinthians   | 2-4    | Cruzeiro       | Copa Mercosul           | Pacaembu          | São Paulo      |
| 13 de março de 2002     | Corinthians   | 2-2    | Cruzeiro       | Copa do Brasil          | Morumbi           | São Paulo      |
| 3 de abril de 2002      | Cruzeiro      | 2-3    | Corinthians    | Copa do Brasil          | Mineirão          | Belo Horizonte |
| 28 de agosto de 2002    | Corinthians   | 1-1    | Cruzeiro       | Brasileirão             | Pacaembu          | São Paulo      |
| 18 de maio de 2003      | Cruzeiro      | 1-1    | Corinthians    | Brasileirão             | Mineirão          | Belo Horizonte |
| 24 de setembro de 2003  | Corinthians   | 0-1    | Cruzeiro       | Brasileirão             | Pacaembu          | São Paulo      |
| 28 de julho de 2004     | Corinthians   | 1-0    | Cruzeiro       | Brasileirão             | Pacaembu          | São Paulo      |
| 21 de novembro de 2004  | Cruzeiro      | 0-1    | Corinthians    | Brasileirão             | Mineirão          | Belo Horizonte |
| 27 de julho de 2005     | Corinthians   | 4-3    | Cruzeiro       | Brasileirão             | Pacaembu          | São Paulo      |
| 2 de novembro de 2005   | Cruzeiro      | 2-1    | Corinthians    | Brasileirão             | Mineirão          | Belo Horizonte |
| 12 de julho de 2006     | Cruzeiro      | 2-0    | Corinthians    | Brasileirão             | Mineirão          | Belo Horizonte |
| 22 de outubro de 2006   | Corinthians   | 1-0    | Cruzeiro       | Brasileirão             | Pacaembu          | São Paulo      |
| 20 de maio de 2007      | Cruzeiro      | 0-3    | Corinthians    | Brasileirão             | Mineirão          | Belo Horizonte |
| 25 de agosto de 2007    | Corinthians   | 0-3    | Cruzeiro       | Brasileirão             | Pacaembu          | São Paulo      |
| 19 de julho de 2009     | Cruzeiro      | 1-2    | Corinthians    | Brasileirão             | Mineirão          | Belo Horizonte |
| 25 de outubro de 2009   | Corinthians   | 0-1    | Cruzeiro       | Brasileirão             | Pacaembu          | São Paulo      |
| 25 de agosto de 2010    | Cruzeiro      | 1-0    | Corinthians    | Brasileirão             | Parque do Sabiá   | Uberlândia     |
| 13 de novembro de 2010  | Corinthians   | 1-0    | Cruzeiro       | Brasileirão             | Pacaembu          | São Paulo      |
| 24 de julho de 2011     | Corinthians   | 0-1    | Cruzeiro       | Brasileirão             | Pacaembu          | São Paulo      |
| 16 de outubro de 2011   | Cruzeiro      | 0-1    | Corinthians    | Brasileirão             | Arena do Jacaré   | Sete Lagoas    |
| 25 de julho de 2012     | Corinthians   | 2-0    | Cruzeiro       | Brasileirão             | Pacaembu          | São Paulo      |
| 17 de outubro de 2012   | Cruzeiro      | 2-0    | Corinthians    | Brasileirão             | Melão             | Varginha       |
| 5 de junho de 2013      | Cruzeiro      | 1-0    | Corinthians    | Brasileirão             | Arena do Jacaré   | Sete Lagoas    |
| 22 de setembro de 2013  | Corinthians   | 0-0    | Cruzeiro       | Brasileirão             | Pacaembu          | São Paulo      |
| 28 de maio de 2014      | Corinthians   | 1-0    | Cruzeiro       | Brasileirão             | Canindé           | São Paulo      |
| 8 de outubro de 2014    | Cruzeiro      | 0-1    | Corinthians    | Brasileirão             | Mineirão          | Belo Horizonte |
| 10 de maio de 2015      | Cruzeiro      | 0-1    | Corinthians    | Brasileirão             | Arena Pantanal    | Cuiabá         |
| 23 de agosto de 2015    | Corinthians   | 3-0    | Cruzeiro       | Brasileirão             | Neo Química Arena | São Paulo      |
| 8 de agosto de 2016     | Corinthians   | 1-1    | Cruzeiro       | Brasileirão             | Pacaembu          | São Paulo      |
| 28 de setembro de 2016  | Corinthians   | 2-1    | Cruzeiro       | Copa do Brasil          | Neo Química Arena | São Paulo      |
| 19 de outubro de 2016   | Cruzeiro      | 4-2    | Corinthians    | Copa do Brasil          | Mineirão          | Belo Horizonte |
| 11 de dezembro de 2016  | Cruzeiro      | 3-2    | Corinthians    | Brasileirão             | Mineirão          | Belo Horizonte |
| 14 de junho de 2017     | Corinthians   | 1-0    | Cruzeiro       | Brasileirão             | Neo Química Arena | São Paulo      |
| 1 de outubro de 2017    | Cruzeiro      | 1-1    | Corinthians    | Brasileirão             | Mineirão          | Belo Horizonte |
| 4 de julho de 2018      | Cruzeiro      | 0-2    | Corinthians    | Amistoso                | Mineirão          | Belo Horizonte |
| 11 de julho de 2018     | Corinthians   | 2-2    | Cruzeiro       | Amistoso                | Neo Química Arena | São Paulo      |
| 25 de julho de 2018     | Corinthians   | 2-0    | Cruzeiro       | Brasileirão             | Neo Química Arena | São Paulo      |
| 10 de outubro de 2018   | Cruzeiro      | 1-0    | Corinthians    | Copa do Brasil          | Mineirão          | Belo Horizonte |
| 17 de outubro de 2018   | Corinthians   | 1-2    | Cruzeiro       | Copa do Brasil          | Neo Química Arena | São Paulo      |
| 14 de novembro de 2018  | Cruzeiro      | 1-0    | Corinthians    | Brasileirão             | Mineirão          | Belo Horizonte |
| 8 de junho de 2019      | Cruzeiro      | 0-0    | Corinthians    | Brasileirão             | Mineirão          | Belo Horizonte |
| 19 de outubro de 2019   | Corinthians   | 1-2    | Cruzeiro       | Brasileirão             | Neo Química Arena | São Paulo      |
| 16 de abril de 2023     | Corinthians   | 2-1    | Cruzeiro       | Brasileirão             | Neo Química Arena | São Paulo      |
| 19 de agosto de 2023    | Cruzeiro      | 1-1    | Corinthians    | Brasileirão             | Mineirão          | Belo Horizonte |
| 7 de julho de 2024      | Cruzeiro      | 3-0    | Corinthians    | Brasileirão             | Mineirão          | Belo Horizonte |
| 20 de novembro de 2024  | Corinthians   | 2-1    | Cruzeiro       | Brasileirão             | Neo Química Arena | São Paulo      |

Últimos confrontos
| 20 de novembro | Corinthians                          | 2 – 1 | Cruzeiro        | Neo Química Arena, São Paulo                                    |
| 11:00          | Memphis Depay 11' · Yuri Alberto 16' |       | 35' Kaiki Bruno | Público: 46 056 Árbitro: RS Jonathan Benkenstein Pinheiro (CBF) |

| G            | 1  | Hugo Souza       |       |       |
| LD           | 2  | Matheuzinho      |       |       |
| Z            | 5  | André Ramalho    | 41'   |       |
| Z            | 13 | Gustavo Henrique |       |       |
| LE           | 21 | Matheus Bidu     |       |       |
| V            | 14 | Raniele          |       | 59'   |
| V            | 19 | André Carrillo   | 60'   | 68'   |
| V            | 27 | Breno Bidon      |       | 59'   |
| M            | 10 | Rodrigo Garro    |       |       |
| A            | 9  | Yuri Alberto     |       | 46'   |
| A            | 94 | Memphis Depay    | 90+2' | 90+4' |
| Substitutos: |    |                  |       |       |
| G            | 32 | Matheus Donelli  |       |       |
| LD           | 35 | Léo Maná         |       |       |
| Z            | 25 | Cacá             |       |       |
| Z            | 41 | Renato           |       |       |
| LE           | 46 | Hugo             |       |       |
| V            | 8  | Charles          |       | 68'   |
| V            | 80 | Alex Santana     |       | 59'   |
| M            | 77 | Igor Coronado    |       | 59'   |
| A            | 16 | Pedro Henrique   |       |       |
| A            | 20 | Pedro Raul       |       | 90+4' |
| A            | 42 | Luiz Fernando    |       |       |
| A            | 43 | Talles Magno     |       | 46'   |
| Técnico:     |    |                  |       |       |
| Ramón Díaz   |    |                  |       |       |

| G              | 98             | Anderson         |                |       |
| LD             | 2              | Wesley Gasolina  |                | 73'   |
| Z              | 5              | Zé Ivaldo        |                |       |
| Z              | 34             | Jonathan Jesus   |                |       |
| LE             | 6              | Kaiki Bruno      | 45+1'          |       |
| V              | 16             | Lucas Silva      | 45+4'          | 73'   |
| V              | 33             | Fabrizio Peralta |                | 64'   |
| M              | 7              | Mateus Vital     |                | 53'   |
| M              | 17             | Ramiro           | 51'            |       |
| M              | 21             | Álvaro Barreal   |                | 64'   |
| A              | 26             | Lautaro Díaz     |                |       |
| Substitutos:   |                |                  |                |       |
| G              | 41             | Léo Aragão       |                |       |
| Z              | 25             | Lucas Villalba   |                |       |
| Z              | 44             | Weverton         |                |       |
| LE             | 3              | Marlon           |                |       |
| V              | 20             | Walace           |                | 64'   |
| V              | 29             | Lucas Romero     |                | 73'   |
| V              | 97             | Matheus Henrique |                | 64'   |
| M              | 22             | Vitinho          |                |       |
| M              | 58             | Jhosefer         |                |       |
| M              | 77             | Japa             |                | 53'   |
| A              | 66             | Tevis            |                |       |
| A              | 69             | Kaique Kenji     |                | 73'   |
| Técnico:       |                |                  |                |       |
| Fernando Diniz | Fernando Diniz | Fernando Diniz   | Fernando Diniz | 90+6' |

## Jogos decisivos
Em decisões

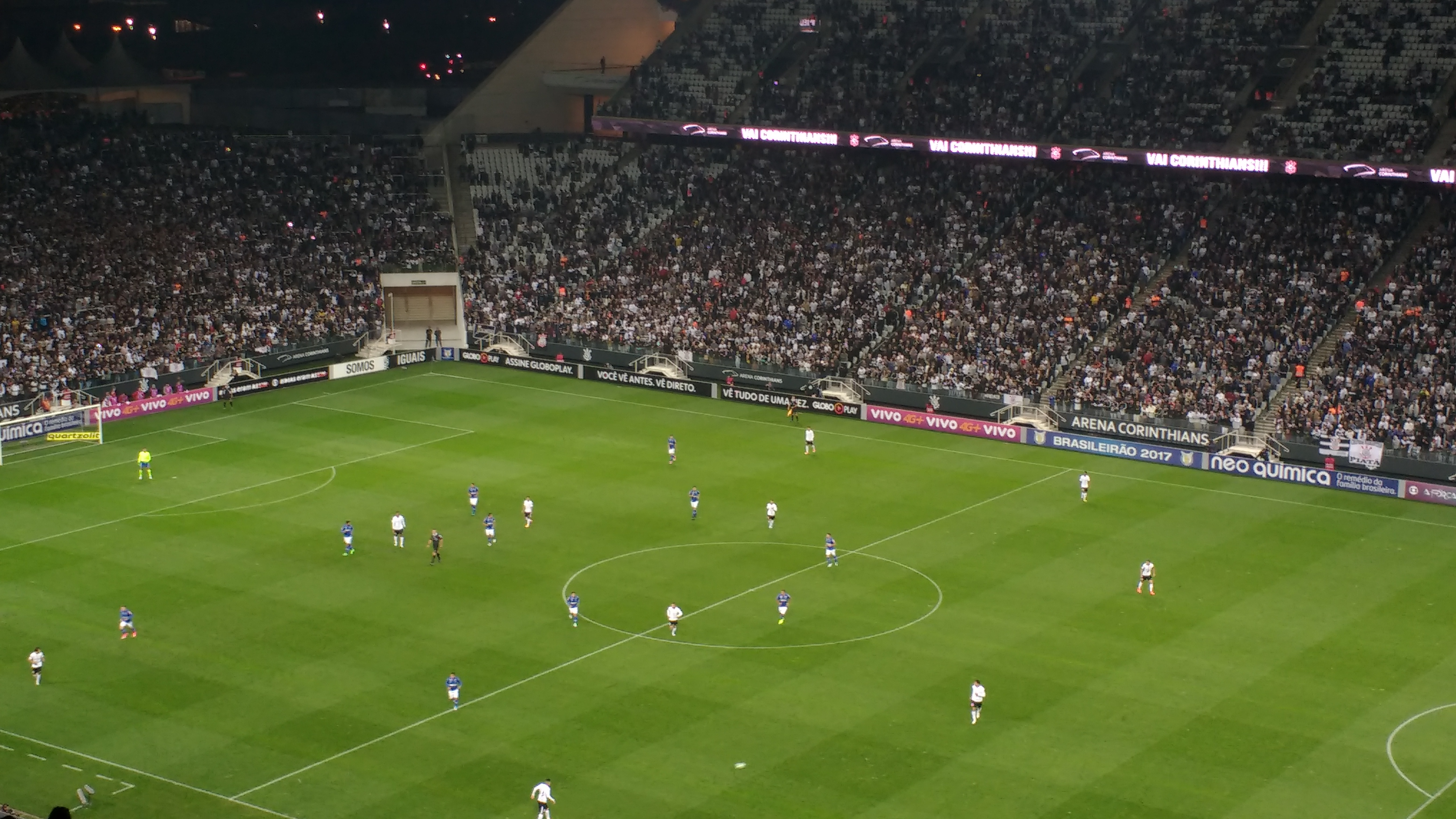
Corinthians x Cruzeiro na Neo Química Arena.

- Em 1998, o Corinthians conquistou o Campeonato Brasileiro sobre o Cruzeiro.
- Em 2018, o Cruzeiro conquistou a Copa do Brasil sobre o Corinthians.

Mata-matas em competições da CBF
- Em 1991, o Corinthians eliminou o Cruzeiro, nas oitavas de final da Copa do Brasil.
- Em 1996, o Cruzeiro eliminou o Corinthians, nas quartas de final da Copa do Brasil.
- Em 1998, o Cruzeiro eliminou o Corinthians, nas quartas de final da Copa do Brasil.
- Em 2002, o Corinthians eliminou o Cruzeiro, nas oitavas de final da Copa do Brasil.
- Em 2016, o Cruzeiro eliminou o Corinthians, nas quartas de final da Copa do Brasil.

## Recordes

### Artilheiros
Os maiores artilheiros deste confronto são Marcelinho Carioca, pelo Corinthians, e Marcelo Ramos, pelo Cruzeiro, ambos com 6 gols.

### Série invicta
A maior série invicta da história do confronto, pertence ao Corinthians. Entre 1991 e 1993, o Timão ficou oito jogos sem perder do Cruzeiro, com seis vitórias e dois empates, em jogos pelo Campeonato Brasileiro e pela Copa do Brasil. Nas partidas mais importantes do confronto, o Alvinegro saiu vencedor pela final do Brasileiro de 1998 e o Celeste pela final da Copa do Brasil de 2018.

## Maiores públicos
No Estádio do Mineirão
1. Cruzeiro 2 a 2 Corinthians, 92.859, 13 de dezembro de 1998, Campeonato Brasileiro (87.619 pags.)

No Estádio do Morumbi
1. Corinthians 2 a 0 Cruzeiro, 59.000, 23 de dezembro de 1998[8]

No Estádio do Pacaembu
1. Corinthians 0 a 0 Cruzeiro, 50.055, 21 de agosto de 1971[9]

Na Arena Corinthians
1. Corinthians 3 a 0 Cruzeiro, 41.014, 23 de agosto de 2015[10]